# Diokles z Koryntu
Diokles (gr. Διοκλῆς) – starożytny grecki biegacz pochodzący z Koryntu, olimpijczyk.
Odniósł zwycięstwo w biegu na stadion na igrzyskach olimpijskich w 728 roku p.n.e. Według relacji zamieszczonej przez Arystotelesa w Polityce Diokles był przyjacielem i kochankiem wywodzącego się z panującego rodu Bakchiadów Filolaosa. Uciekając przed kazirodczą miłością własnej matki Diokles wyemigrował wspólnie z kochankiem do Teb, gdzie Filolaos zasłynął jako prawodawca. Po śmierci pochowano ich obok siebie – Diokles zażyczył sobie jednak, by z jego grobu nie było widać rodzinnego Koryntu.